# آرامية حضرية

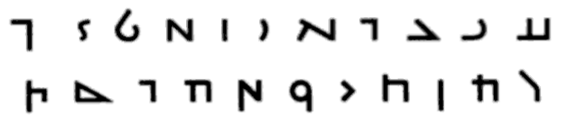
22 حرفًا من الأبجدية الآشورية

اللغة الآرامية الحضرية (آرامية الحضر أو الآشورية أو شرق بلاد ما بين النهرين) تُشير إلى لهجة آرامية متوسطة، كانت تستخدم في منطقة الحضر وآشور في الأجزاء الشمالية الشرقية من بلاد ما بين النهرين (العراق الحديث)، تقريبًا من القرن الثالث قبل الميلاد إلى القرن الثالث الميلادي. وكانت نطاق انتشارها يمتد من سهل نينوى في الوسط، حتى طور عابدين في الشمال، ودورا أوروبوس في الغرب، وتكريت في الجنوب.
معظم الأدلة على اللغة تأتي من النقوش داخل المدن التي يرجع تاريخها إلى ما بين 100 قبل الميلاد ومنتصف القرن الثالث الميلادي، تزامنًا مع تدمير شابور الأول لحضر العربية إثر الحروب الفارسية والرومانية في عام 241 م وآشور في عام 257 م.   ونتيجة لكون مدينة الحضر هي الموقع الذي يحمل أكبر قدر من الشهادة، فإن اسم الآرامية الحضرانية هو الاسم الأكثر شيوعًا. وقد تم إثبات ذلك من خلال النقوش من مواقع محلية مختلفة، والتي نشرها والتر أندريه في عام 1912 وتم دراستها من قبل س. رونزيفالي و ب. جينسن. وقد كشفت الحفريات التي قامت بها دائرة الآثار العراقية عن أكثر من 100 نص جديد قام بنشرها ف. سفر في مجلة سومر . وكانت المسلسلات الأربعة الأولى موضوع مراجعات في مجلة سوريا . تتراوح تواريخ النصوص من القرن الثاني أو الثالث قبل الميلاد إلى تدمير المدينة حوالي عام 240 ميلادية؛ ويقدم أقدم نص مؤرخ تاريخًا يعود إلى عام 98 قبل الميلاد.
في معظمها، تكون هذه النقوش عبارة عن كتابات تذكارية قصيرة تحتوي على الحد الأدنى من النص. أطول النقوش المنقوشة لا يزيد عدد أسطرها عن 13 سطرًا. ومن الصعب بالتالي تحديد أكثر من بضع سمات من اللهجة الآرامية في الحضر، والتي تظهر بشكل عام أعظم القرابة مع السريانية .

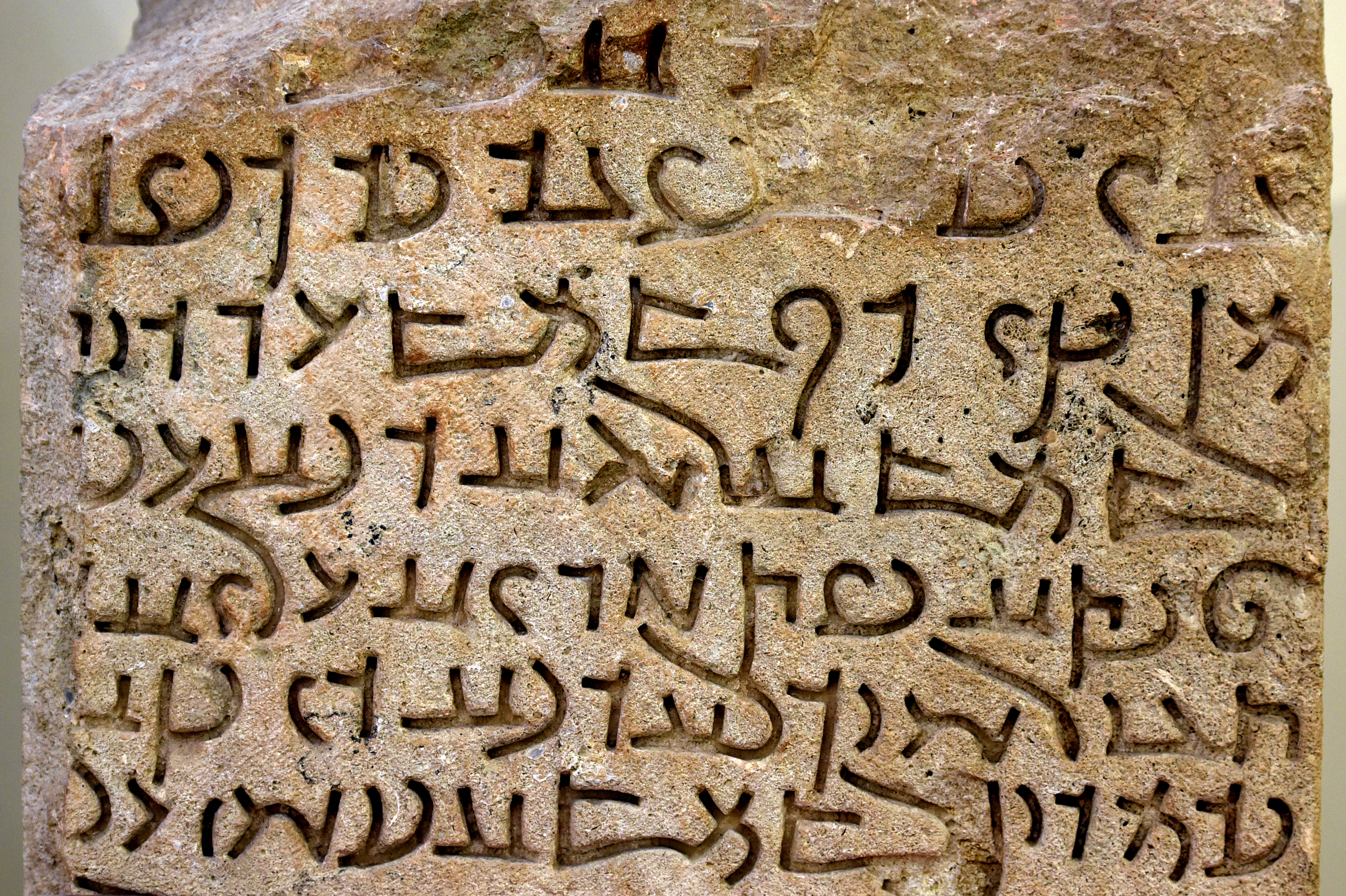
لوح عليه نقش آرامي من حضرموت. متحف العراق

وتشهد النقوش الحجرية على الجهود المبذولة لإنشاء نص ضخم. لا يختلف هذا النص كثيرًا عن النص الموجود في النقوش الآرامية لآشور (حيث يحتوي على نفس المثلث š ، واستخدام نفس الوسائل لتجنب الخلط بين م و س و ق). لا يمكن التمييز بين الحرفين د س و ر س، وفي بعض الأحيان يكون من الصعب عدم الخلط بين الحرفين و و ي .
وبعد أن غزت المدن الآرامية الغرب، اعتمدت الإمبراطورية الآشورية الجديدة (911-605 قبل الميلاد) اللغة الآرامية القديمة كلغة رسمية إلى جانب اللغة الآشورية الأكادية. ومع نجاح الإمبراطورية الأخمينية في خلافتهم وتبنيها للغة الآرامية القديمة، ارتفعت الآرامية لتصبح اللغة المشتركة لإيران وبلاد ما بين النهرين وبلاد الشام.

## التطور
تطورت اللغة الآرامية الحضرية من خلال الانحراف الجدلي بالإضافة إلى إنتاج نصها الخاص. تطورت لهجات مختلفة من الآرامية حول المدن أو المناطق الرئيسية بما في ذلك اللهجة الشقيقة للسريانية (مدينة الرها)، والمندائية (المنطقة المحيطة برأس الخليج الفارسي)، والنبطية (من النقب إلى الضفة الشرقية لنهر الأردن وشبه جزيرة سيناء)، والآرامية البابلية اليهودية (بابل)، وتدمر (تدمر) واللهجات الفرعية الفلسطينية المختلفة (فلسطين). كما طور السريانيون والمندائيون والآرامية الفلسطينية المسيحية أشكالهم الخاصة من النص الأصلي الذي لا يزال يستخدمه المتحدثون بالآرامية الجديدة الغربية وكذلك أعضاء الأمة اليهودية للعبرية الذين يشيرون إليه باسم "كتابة آشورية" (الكتابة الآشورية) حيث كان الملوك الآشوريون هم من نشروها. 
تأثرت اللغتان الآرامية والسريانية في حضرموت بشكل كبير باللغة الأكادية، ويرجع ذلك جزئيًا إلى القرب من قلب البلاد بالإضافة إلى تبني الآشوريين الأصليين هاتين اللهجتين. تم استعارة العديد من الأسماء الشائعة الاستخدام مثل أسماء الأشهر من اللغة الأكادية بالإضافة إلى تأثرها صوتيًا وصرفيًا ونحويًا. 

## التاريخ
تعرضت مدينة نصيبين للحصار عدة مرات أثناء الحروب الرومانية الفارسية . ومع ذلك، في عام 363 م، أُجبر الرومان على تسليم المدينة للفرس والانتظار حتى يتم طرد السكان المسيحيين.  وكان القديس أفرام السرياني واحداً من هؤلاء اللاجئين وانتهى به الأمر إلى الاستقرار في الرها. كانت المدينة مزدهرة بالوثنيين، على عكس مدينته الحبيبة نصيبين التي كانت معقلاً للمسيحيين الناطقين باللغة السريانية.  ومع تحول التركيبة السكانية في الرها إلى أغلبية مسيحية تستخدم اللغة السريانية كلغة للعبادة، ارتفعت اللغة لتصبح اللغة المشتركة الإقليمية الجديدة. من المعروف أن هناك ما يزيد على 70 كاتبًا سريانيًا مهمًا من العصر الذهبي للسريانية (القرنين الخامس والتاسع)، الممتد من بلاد الشام وسيناء إلى سفوح جبال زاغروس وقطر .  مع تدمير مدينتي آشور والحضر، حلت اللغة السريانية محل لغة السكان المحليين وظلت لغة رئيسية حتى تراجعها بعد الغزوات والفتوحات المغولية وظهور اللغات الآرامية الجديدة .

### الأدلة والشهادات
مع تمتع مدينة الحضر بازدهار كبير خلال حياة اللغة، تحتوي المدينة على أكبر عدد من النقوش، كما تحتوي مدينة آشور أيضًا على العديد من النقوش. أما بقية الأدلة فهي متناثرة بشكل متفرق في أنحاء دورا أوروبوس، وجدالة، وتكريت، وقبر أبو نايف، وعبرات الصغيرة، والسعدية.  يتألف النص المتبقي الذي تم نشره وترجمته وترجمته من نقوش تذكارية ونذرية، مماثلة لتلك التي وجدت في الرها وتدمر وبين النقوش النبطية. تتضمن هذه الطريقة عادةً تاريخ الانتهاء من الكتابة، والمكان، والشخص الذي كلف بكتابة النقش أو التمثال، بالإضافة إلى تفاصيل الكاتب نفسه في بعض المناسبات. على عكس الكتبة الآشوريين الجدد والبابليين الجدد والسريان في مملكة الساسانيين ، فإن السنة الملكية غير متضمنة.  وقد تم ذكر الآلهة الآشورية البابلية والعربية في النقوش بما في ذلك آشور ، واللات ، وبيل ، وجاد ( تيخي )، ونابو ، ونصر ( أبولو )، وشمش ، وسين . في حين أن كلتا المدينتين تشهدان أيضًا على الأسماء الشخصية للمواطنين الأثرياء، فإن حكام حضرة الذين يحملون أسماء بارثية مميزة لا يتم إثباتهم إلا في حضرة. 
| الترجمة الآشورية | العربية | المعادل السرياني |
| ---------------- | --- | ---------------- |
| أسورهيل          | آشور هائل (قوي) | ܐܠܗܐ ܚܝܠܬܢܐ      |
| آشوراني          | أشفق عليّ آشور | ܐܬܪܚܡ ܐܠܗܐ ܥܠܝ   |
| 'أشورامار        | أشور علان (إعلان) | ܐܡܪ ܐܠܗܐ         |
| 'آشورانتان       | آشور عطاء (قارن مع آسرحدون) | ܢܬܠ ܐܠܗܐ         |
| آشورقاب          | آشور حل محل (ابنه) | ܥܩܒ ܐܠܗܐ         |
| أسورشماع         | آشور سمع (دعائنا) | ܫܡܥ ܐܠܗܐ         |
| أسورتاريش        | آشور وضع (الأمر) في نصابه الصحيح                                                                                                   | ܬܪܨ ܐܠܗܐ         |
| أبراهاط          | أفراهاط (عاقل) | ܐܦܪܗܛ ܐܘ ܚܟܝܡܐ   |
| بيت إيل          | وقد أعطى بيت الله (ولدا) | ܒܝܬ ܐܠܗܐ ܝܗܒ     |
| ابر نيرجال       | ابن نيرجال | ܒܪ ܪܓܠ           |
| بار نشرا         | ابن نسر | ܒܪ ܢܫܪܐ          |
| مارانيهاب        | لقد رزقنا ربنا ولدا | ܝܗܒ ܡܪܢ          |
| ماريا            | السيد (يُستخدم كمصطلح لحكام مملكة حضر العربية قبل استخدام لقب الملك؛ ويستخدمه المسيحيون الناطقون باللغة السريانية للإشارة إلى الله) | ܡܪܝܐ             |
| ملال             | لقد ملأ بيل | ܡܠܐ ܒܝܠ          |
| نوننا            | بنى نابو (ابنًا) | ܒܢܐ ܢܒܘ          |
| نغوبار           | نابو عظيم | ܢܒܘ ܓܢܒܪܐ        |
| نْدِيَان            | نابو هو القاضي | ܢܒܘ ܕܝܢܐ         |
| نيرجالدامار      | نيرجال رائع | ܢܪܓܠ ܕܘܡܪܐ       |
| نيشرانتان        | نسر نجاب (أنجبت ابن) | ܢܬܠ ܢܫܪܐ         |
| سنطروق           | سنطروق الأول وسنطروق الثاني | ܣܢܛܪܘܩ           |
| سلوخ             | سلوخ | ܣܠܘܟ             |
| ولغش             | ولجش | ܘܠܓܫ             |

## مخطط نحوي

### الإملاء
إن لهجة الحضر العربية ليست أكثر اتساقًا من لهجة تدمر في استخدامها لدروس الأمهات (matres lectiones للإشارة إلى حروف العلة الطويلة ō و ī ؛ تتم كتابة اللاحقة الضميرية للشخص الثالث الجمع دون تمييز، وفي نفس النقش نجد hwn و hn ، والكمي kwl و kl "كل"، والضمير النسبي dy و d ، وكلمة byš و bš "شر".

### علم الأصوات
تم إثبات الميزات التالية:

#### تسهيل
إضعاف لكلمة 'عين ؛ ففي أحد النقوش، كُتبت الصفة الإشارية المفردة المذكرة 'دين ( 'دين كتاب' "هذا النقش") والتي تتوافق مع كلمة hādēn المندائية والآرامية البابلية اليهودية . وقد وردت أسماء إشارية مماثلة، 'عادي ' و'أدا ، في الآرامية البابلية اليهودية؛ وهو موجود في العربية الشاملية.

##### الاختلاف
- إن اللقب "كسر" "المحكمة" ( قصر ) والاسم الصحيح "كسي" ، الذي يشبه كلمة "قصيو" النبطية و "قصيت" الصفوية ، يُظهران تباينًا رجعيًا في التأكيد، وقد وُجدت أمثلة على ذلك بالفعل في الآرامية القديمة ، بدلاً من فقدان التأكيد على "ق" ، والذي يوجد في المندائية والآرامية البابلية اليهودية .
- تباين الحروف الساكنة المتضاعفة من خلال إدخال n: الصفة šappīr "جميل" تُكتب بانتظام šnpyr ؛ وبالمثل، يُكتب الاسم الإلهي gadd "Tyché" مرة واحدة gd ، ولكنه يظهر عادةً gnd . وهذه ظاهرة شائعة في الآرامية. إلا أن كارل بروكلمان يزعم أنها سمة مميزة للهجة الشمالية التي تدين لها اللغة الأرمنية بقروضها الآرامية.

##### النطق
الاسم الإلهي نيرغال ، مكتوبًا nrgl ، ويظهر في ثلاثة نقوش. تم إثبات نطق كلمة nergōl أيضًا في التلمود البابلي (سنهدرين، 63ب) حيث تتناغم مع كلمة tarnəgōl ، "الديك".

### علم الأصوات النحوي
يتوافق "ب-يلد حتران" مع كلمة "بت يلدا" السريانية "الذكرى السنوية". إن نهاية الحرف الساكن الأخير من الفعل bt في حالة البناء غير موثقة في الآرامية القديمة أو السريانية، ومع ذلك فهي موثقة في لهجات أخرى مثل الآرامية البابلية العبرية والآرامية الفلسطينية العبرية .

### علم التشكل

#### علم الصرف اللفظي
- التام: يظهر الشخص المفرد التام فقط في نقش واحد: 'n' ... كتبيت "أنا ... كتبت"؛ هذا هو النطق المنتظم في أماكن أخرى بين اللهجات الآرامية التي تم إثبات ذلك فيها.
- يجب نطق الفعل التام "qm " "الطلب" 'ēqīm '، وهو ما يتضح من الأشكال المكتوبة 'yqym' (التي تظهر بجانب 'qym ')، والمؤنث 'yqymt '، والشخص الثالث الجمع 'yqmw' . هذه التفاصيل تميز الحضرميين والسريانيين والمندائيين عن اللهجات اليهودية والمسيحية الغربية. إن نطق الفعل السابق يطرح نفس المشكلة التي يطرحها الفعل العبري hēqīm .
- الماضي الناقص: إن الشخص الثالث من المفرد المذكر مثبت جيدًا؛ فهو يحتوي باستمرار على صيغة الفعل l- .

1. في صيغة المضارع: لَطْب بِشِيم "حتى يعلن باكل شِيمين ذلك" (السريانية 'أَطِب(ب) )، لَدْبِرْن ... بقَتْر "أن لا يظلمهم" (السريانية دِبْر بقَتْر "يظلم"، حرفيًا "يأخذهم بالقوة").
2. في الدلالة: من دي لشَقْه "من ضربه" ( شقاق السريانية)، من دي لقريه و'لدكري "من قرأه ولم يذكره"، من دلغول مهك' بمشن "من يذهب من هنا إلى مسني"، كول من دل سي بور ... " كل من يمر ... ويكتب فوقه".
3. يتم استخدام صيغة التشكيل l- بنفس الطريقة في الآرامية الآشورية . تتميز لهجة الحضر بهذا عن السريانية (التي تستخدم صيغة n- للتشكيل) وكذلك عن الآرامية البابلية اليهودية، حيث لا يكون استخدام صيغة l- للتشكيل للدلالة متسقًا.

#### علم الصرف الاسمي
والتمييز بين الدول الثلاث واضح. كما هو الحال في السريانية ، فإن صيغة الجمع المذكر للحالة المؤكدة لها التصريف -ē ، المكتوب -' . قد يُفسّر خلط هذا الشكل مع صيغة حالة الإنشاء تركيبي bn' šmšbrk "أبناء ش" و bn' ddhwn "أبناء عمومتهم". أما صيغة الإنشاء المطلقة فنادرًا ما تُستخدم: klbn "كلاب" و dkyrn "(ليُذكروا)".

#### أرقام
إن البناء السامي القديم، الذي بموجبه يُسبق الاسم المعدود، في صيغة الجمع، برقم في حالة البناء، مع قلب الجنسين، يشهد عليه نقش واحد: "تلت كلبان " أي "ثلاثة كلاب". وقد اكتُشف هذا البناء نفسه في النبطية : " تلت قيساريم " أي "القياصرة الثلاثة"؛ وهو مطابق للنحو العربي.

### بناء الجملة
كما هو الحال في السريانية ، فإن البناء التحليلي لمكمل الاسم هو أمر شائع. يبدو أن استخدام حالة البناء يقتصر على مصطلحات القرابة وبعض الصفات: bryk' ꜥh' . في البناء التحليلي، يكون الاسم المحدد إما في حالة التأكيد متبوعًا بـ d(y) (على سبيل المثال، ṣlm' dy ... "تمثال ..."، spr' dy brmryn' "كاتب (الإله) بارمارين") أو يتم تمييزه باللاحقة الضميرية الاستباقية (على سبيل المثال qnh dy rꜥ' "خالق الأرض"، ꜥl ḥyyhy d ... 'ḥyhy "من أجل حياة أخيه"، ꜥl zmth dy mn dy ... "ضد شعر ( السريانية zemtā ) من ..."). يتم أيضًا تقديم تكملة كائن الفعل تحليليًا: ... "لا تذكر اسم ن."، " من يقرأ هذا النقش".
وبالمثل، يمكن للجسيم d(y) أن يكون له معنى إعلاني بسيط: ... "لم يقل (لعنة على من) فليُذكَر جيدًا" والذي يمكن مقارنته بـ "لمر دي دكير" .

### مفردات
توجد جميع الكلمات الحترية المعروفة تقريبًا في السريانية ، بما في ذلك كلمات من أصل أكادي ، مثل 'rdkl' "مهندس معماري" ( السريانية 'ardiklā )، والأسماء المهنية البارثية مثل pšgryb' / pzgryb' "وريث العرش" ( السريانية pṣgryb' )؛ ثلاثة أسماء جديدة، والتي يبدو أنها تشير إلى بعض الوظائف الدينية، من المفترض أنها من أصل إيراني: hdrpṭ' (التي يقارنها سفر مع الفارسية الزرادشتية الوسطى hylpt' hērbed "معلم كاهن")، والمصطلحين الغامضين brpdmrk' و qwtgd/ry' .

## الأبجدية
أبجدية حضران (الحضر) هي النص المستخدم لكتابة الآرامية في حضر ، وهي لهجة كان يتحدث بها السكان الأوائل في شمال العراق الحالي منذ حوالي 98/97 قبل الميلاد (عام 409 من التقويم السلوقي) إلى عام 240 بعد الميلاد. يمكن العثور على العديد من نقوش هذه الأبجدية في الحضر ، وهي مدينة قديمة في شمال العراق بناها الإمبراطورية السلوقية واستخدمتها أيضًا الإمبراطورية البارثية ، ولكن دمرتها لاحقًا الإمبراطورية الساسانية في عام 241 م. كما تحتوي آشور على العديد من النقوش التي انتهت بعد تدميرها على يد الساسانيين في عام 257 م، في حين أن بقية النقوش موزعة بشكل متفرق في جميع أنحاء دورا أوروبوس ، وجدالة، وطور عابدين ، وتكريت، والسعدية، وقبر أبو نايف.  وقد تم تدمير العديد من الآثار المعاصرة على يد تنظيم الدولة الإسلامية في العراق والشام في أوائل عام 2015. تم ترميزه في معيار Unicode 8.0 بدعم من مبادرة ترميز النصوص التابعة لجامعة كاليفورنيا في بيركلي .
يتم كتابة النص من اليمين إلى اليسار، كما هو الحال في النصوص الآرامية ومعظم الحروف الأبجديّة. يتم أيضًا كتابة الأرقام من اليمين إلى اليسار (القيمة المكانية الأكبر على اليمين)، وهناك علامتا ترقيم معروفتان أيضًا. توجد أيضًا بعض الروابط الشائعة، ولا يبدو أنها ضرورية، بل هي مجرد شكل مختصر للكتابة. من المعروف أن هناك حوالي 600 نص موجود. 
يتكون الأبجدية الآشورية من الحروف التالية: لقد تم استخدام الأربطة في بعض النقوش، على الرغم من أنها تبدو اختيارية. 
| الاسم  | الحرف               | القيمة الصوتية  | القيمة الصوتية       | القيمة العددية | المقابل السرياني | المقابل الفينيقي | المقابل العبري | المقابل العربي |
| الاسم  | الشكل كما في النقوش | الترجمة الحرفية | ألفبائية صوتية دولية | القيمة العددية | المقابل السرياني | المقابل الفينيقي | المقابل العبري | المقابل العربي |
| ------ | ------------------- | --------------- | -------------------- | -------------- | ---------------- | ---------------- | -------------- | -------------- |
| ألب*   |                     |                 |                      | 1              |                  |                  | א              | ا              |
| بات    |                     |                 |                      | 2              |                  |                  | ב              | ب              |
| جيمل   |                     |                 |                      | 3              |                  |                  | ג              | ج              |
| دالات* |                     |                 |                      | 4              |                  |                  | ד              | د, ذ           |
| هيئ*   |                     |                 |                      | 5              |                  |                  | ה              | ه              |
| واو*   |                     |                 |                      | 6              |                  |                  | ו              | و              |
| زاين*  |                     | ز               | ز                    | 7              |                  |                  | ז              | ز              |
| حيئ    |                     | ح               | ح                    | 8              |                  |                  | ח              | ح, خ           |
| طات    |                     |                 |                      | 9              |                  |                  | ט              | ط, ظ           |
| ياد    |                     |                 |                      | 10             |                  |                  | י              | ي              |
| كاب    |                     |                 |                      | 20             |                  |                  | כ ך            | ك              |
| لامد   |                     |                 |                      | 30             |                  |                  | ל              | ل              |
| ميم    |                     |                 |                      | 40             |                  |                  | מ ם            | م              |
| نون    |                     |                 |                      | 50             |                  |                  | נ ן            | ن              |
| سينك   |                     |                 |                      | 60             |                  |                  | ס              |                |
| عيئ    |                     |                 |                      | 70             |                  |                  | ע              | ع, غ           |
| فيئ    |                     |                 |                      | 80             |                  |                  | פ ף            | ف              |
| صيد*   |                     |                 |                      | 90             |                  |                  | צ ץ            | ص, ض           |
| قاب    |                     |                 |                      | 100            |                  |                  | ק              | ق              |
| راس*   |                     |                 |                      | 200            |                  |                  | ר              | ر              |
| سين    |                     |                 |                      | 300            |                  |                  | ש              | س, ش           |
| تاو*   |                     |                 |                      | 400            |                  |                  | ת              | ت, ث           |

### يونيكود
تمت إضافة النص الحضري/الآشوري إلى معيار Unicode في حزيران 2015 مع إصدار الإصدار 8.0.
كتلة Unicode للنص الحضري الآشوري هي U+108E0–U+108FF

## طالع أيضًا
- اللغة الآرامية
- الأبجدية العربية
- الدراسات الآرامية [الإنجليزية]
- تدمر
- الحروب الرومانية الفارسية
- السريانية